# 仮名草子
仮名草子（かなぞうし）は、江戸時代初頭の約80年間に仮名、もしくは仮名交じり文で著わされた散文文芸の総称。明治30年代に水谷不倒が初めて使用した。下限は天和2年（1682年）の井原西鶴『好色一代男』出版の頃までとするのが一般的とされる。

## 概略
中世文学と仮名草子の違いのひとつに出版がある。中世文学の複製方法が写本であったのに比べ、近世には仮名草子のような俗文芸も活字印刷や木版印刷で出版されるようになり、従来の貴族向けの出版から、不特定多数の読者（一般庶民）に向けた商業出版への転換をもたらした。
作者の多くは当時の知識人層であり、浅井了意、鈴木正三、烏丸光広らが知られている。また、斎藤親盛や江島為信など、教養のある浪人が一時の糊口をしのぐために書いた作品が多い。出版元はほとんどが京都の本屋であり、一部の作品は江戸で改版されて出版された。
明暦年間（1655年～）から寛文年間（1661年-1672年）にかけてが仮名草子の最盛期と言われる。説話からハナシへと文学の流行が移行していくにつれ、教説性の強い仮名草子は下火となった。

## 内容
内容は教義教訓的なもの、娯楽的なもの、実用本位のものに大別できるが、これらの性質が重なり合っている場合が多い。1670年（寛文10年）に刊行された『増補書籍目録』では、当時の書籍が36項目に分類されている。

## 主な作品
- 仁勢物語（作者不詳）
- 竹斎（富山道冶）
- 恨之介（作者不詳）
- 清水物語（朝山意林庵）
- 可笑記（如儡子、斎藤親盛）
- 浮世物語（浅井了意）
- 東海道名所記（浅井了意）
- 北条五代記（三浦浄心）
- 見聞軍抄（三浦浄心）
- あづま物語（作者不詳・遊女評判記）
- 難波鉦（酉水庵無底居士・遊女評判記）

ほか多数。深沢秋男・菊池真一編『仮名草子研究文献目録』によれば、300点におよぶ。

## 刊行本
原典校訂
- 野田寿雄校注『仮名草子集』上・下、日本古典全書、朝日新聞社、1960年（1962年再刊）。
- 前田金五郎・森田武校注『仮名草子集』日本古典文学大系90、岩波書店、1965年。
- 青山忠一・岸得蔵・神保五弥・谷脇理史校注・訳『仮名草子集　浮世草子集』日本古典文学全集37、小学館、1971年。
- 近世文学書誌研究会編『近世文学資料類従・仮名草子編・古板地誌編』全61冊、勉誠社、1972年～1981年。
- 東洋文庫・日本古典文学会編『仮名草子』、貴重本刊行会、1974年。
- 朝倉治彦等編・校訂『仮名草子集成』1巻～49巻、東京堂出版、1980年～2013年。全70巻予定、刊行中。
- 渡辺守邦・渡辺憲司校注『仮名草子集』新日本古典文学大系74、岩波書店、1991年。
- 谷脇理史編『仮名草子集』早稲田大学資料影印叢書刊行委員会・早稲田大学出版部、1994年。
- 谷脇理史『仮名草子集』小学館、1999年。
- 深沢秋男・菊池真一編『仮名草子研究文献目録』和泉書院、2004年。
- 深沢秋男・菊池真一編『仮名草子研究叢書』全8巻、クレス出版、2006年。

研究書
- 坪内逍遥・水谷不倒『近世列伝体小説史』春陽堂、1897年。
- 水谷弓彦『仮名草子』水谷文庫、1919年。
- 水谷不倒『新撰列伝体小説史　前編』、春陽堂、1932年。
- 北条秀雄『改訂増補　浅井了意』笠間書院、1972年。
- 田中伸『仮名草子の研究』桜楓社、1974年。
- 水田潤『仮名草子の世界―未分化の系譜―』桜楓社、1981年。
- 野間光辰『近世作家伝攷』中央公論社、1985年。
- 渡辺守邦『仮名草子の基底』勉誠社、1986年。
- 野田寿雄『日本近世小説史　仮名草子篇』勉誠社、1986年。
- 三浦邦夫『仮名草子についての研究』おうふう、1996年。
- 松原秀江『薄雪物語と御伽草子・仮名草子』和泉書院、1997年。
- 市古夏生『近世初期文学と出版文化』若草書房、1998年。
- 青山忠一『近世仏教文学の研究』おうふう、1999年。
- 江本裕『近世前期小説の研究』若草書房、2000年。
- 花田富二夫『仮名草子研究―説話とその周辺―』新典社、2003年。
- 田中宏『仮名草子の文学的研究』人間の科学社、2016年。

論文
- 深沢秋男「仮名草子研究の歴史」（「近世初期文芸」33号、2016年12月）
- 深沢秋男「仮名草子の書誌的研究」(「近世初期文芸」35号、2018年12月)